# NEMONEMO
《NEMONEMO》是韓國歌手崔叡娜的第三張韓語單曲專輯，於2024年9月30日透過樂華娛樂發行。專輯收錄了包括同名主打歌在內的三首歌曲，距離上一張迷你專輯《GOOD MORNING》時隔八個月推出。專輯概念以「將戀愛中的對方比喻成帶有尖銳稜角的方形」為主軸，歌曲名稱「NEMONEMO」來自韓語「네모」（方形），以俏皮幽默的方式視覺化愛情的多面性。

## 發行背景
2024年9月19日，樂華娛樂宣布崔叡娜的將於9月30日攜第三張單曲專輯《NEMONEMO》回歸，並透過官方社群平台公開了宣傳日程表和曲目清單。根據預告內容，崔叡娜從9月19日起陸續釋出專輯多組概念照、主打歌〈NEMONEMO〉的MV預告以及音源搶先聽片段等宣傳內容，並於30日正式發行專輯，同時舉辦回歸Showcase現場活動。崔叡娜表示，這張專輯融入了她「充滿奇思妙想又華麗可愛的Yena風格」，希望透過新鮮、俏皮的方式詮釋愛情主題。專輯的同名主打歌設定為融合千禧世代風格與MZ世代感性的電子舞曲，歌詞將「或許愛情是方形的！」這個趣味概念具體呈現出來。值得注意的是，嘻哈歌手ZICO受邀參與主打歌的歌詞創作，為歌曲增添更多機智俏皮的巧思。

## 曲目列表
| 曲序     | 曲目                             |                             | 作曲                                                          | Producer(s)                         | 时长 |
| -------- | -------------------------------- | --------------------------- | ------------------------------------------------------------- | ----------------------------------- | ---- |
| 1.       | NEMONEMO（네모네모）             | ZICO、NATHAN、Roho、Gesture | NATHAN、Hong Hun-gi、Ohway!、Kako、Gesture、View、Nmore、Elum | NATHAN, Hong Hung-ki, Ohway!, Nmore | 2:58 |
| 2.       | Sugar（설탕）                    | b!ni、NATHAN                | NATHAN、b!ni、MILLENNIUM、李範勳（Lee Beom-hoon）、JINex      | NATHAN, Lee Beom-hoon, MILLENIUM    | 2:44 |
| 3.       | It Was Love（그건 사랑이었다고） | Jinli（Full8loom）、NATHAN  | NATHAN、Jinli（Full8loom）、Nmore、HOHO、Hwang Sun-gyu        | NATHAN, Nmore, HOHO                 | 3:00 |
| 总时长： | 总时长：                         | 总时长：                    | 总时长：                                                      | 总时长：                            | 8:42 |

## 製作團隊
專輯的音樂製作團隊以製作人NATHAN為核心，他參與了所有歌曲的作曲與編曲工作。主打歌〈NEMONEMO〉的編曲由洪勳基（Hong Hun-gi）、NATHAN、Ohway!及Nmore共同完成；〈Sugar〉由NATHAN、李範勳（Lee Beom-hoon）與MILLENNIUM負責編曲；〈It Was Love〉則由NATHAN、Nmore和HOHO編曲。此外，崔叡娜哥哥的好友、嘻哈歌手ZICO也參與了主打歌的作詞，為歌曲增添獨特創意。在錄音與後製方面，專輯由專業團隊負責錄音、混音及母帶後製（Mixing & Mastering），以確保整張專輯的音質與完整度。此外，專輯視覺概念的策劃與造型設計，也充分展現出崔叡娜招牌的俏皮風格，被粉絲稱為「Yena風」。

## 發行與宣傳
專輯實體及數位版於2024年9月30日下午6點同步推出。崔叡娜當日在首爾舉辦發行紀念Showcase，接著展開兩週的音樂節目宣傳，參與Mnet《M Countdown》、KBS《音樂銀行》、MBC《Show! 音樂中心》與SBS《人氣歌謠》等節目演出。期間亦透過官方YouTube頻道直播，並於TikTok發起「Nemonemo舞」挑戰。

## 評價
《NEMONEMO》專輯與同名主打歌在媒體間獲得了褒貶不一的評價。一些主流媒體稱讚崔叡娜大膽嘗試新曲風，以及歌曲令人印象深刻的洗腦程度。例如，英國音樂雜誌《NME》在年度排行榜中將〈NEMONEMO〉評選為2024年度25首最佳K-POP歌曲的第20名，表示崔叡娜「總是以熱鬧、戲劇性且融入搖滾元素的獨特聲音，在同輩歌手中脫穎而出」，這首瘋狂歡樂的歌曲充分展現了她與眾不同的個人風格。韓國娛樂媒體則稱這首歌的副歌旋律「簡單又洗腦」，很可能成為「新一代的勞動歌」或是「考試季的禁曲」，認為歌曲重複的旋律容易讓人上癮，甚至可能影響學生考試時的專注力。
然而，也有部分樂評人對主打歌提出了批評。韓國音樂評論網站IZM認為〈NEMONEMO〉「聽起來像是遊戲配樂或日本動畫插曲，快速的節奏（BPM）、混亂的合成音效與尖銳的歌聲讓人難以聽清歌詞，整首歌從頭到尾顯得雜亂無章」。該評論認為歌曲旋律感薄弱，過度堆疊音效造成「這三分半鐘幾乎找不到清晰的旋律線」。評論者甚至提到，就算知名製作人ZICO參與填詞，也未能有效提升歌曲的質感，建議崔叡娜應該更專注於創作旋律性更強、更容易讓人留下深刻印象的音樂。
總體而言，媒體對《NEMONEMO》的評價呈現兩極分化：支持者讚賞崔叡娜勇於突破自我的創意與歌曲令人著迷的魅力；批評者則認為歌曲過於強調噱頭（gimmick）而忽略了音樂本身的質感。這些多元的觀點也反映出崔叡娜此次在音樂風格上嘗試突破時，大眾對其作品轉變抱持不同態度的現象。